# Most Tacoma Narrows (2007)
Most Tacoma Narrows predstavlja par - dva viseča mostova, ki premoščata preliv Tacoma Narrows na območju Puget Sound v okrožju Pierce County, Washington (ZDA). Mostova povezujeta mesto Tacoma s polotokom Kitsap v trasi državne ceste Route 16. V preteklosti se je ime Tacoma Narrows Bridge uporabljalo za prvotni most vzdevkom galopirajoča Gertie, ki je bil odprt v juliju 1940, in se štiri mesece kasneje porušil zaradi aeroelastičnega drhtenja, kot tudi za zamenjavo originalnega mostu, ki je bil odprt leta 1950 in stoji še danes kot zahodni prometni pas današnjega dvojnega mostu.
Prvi most Tacoma Narrows so odprli 1. julija 1940. Dobil je vzdevek galopirajoča Gertie. Most je postal znan po svoji zibajoči voziščni konstrukciji in propadu v Puget Sound 7. novembra 1940 zjutraj, zaradi močnega vetra. Inženirska vprašanja, kot tudi udeležba Združenih držav v drugi svetovni vojni, je preložila nameravano zamenjavo most za več let. Nadomestni most so odprli 14. oktobra 1950.
Do leta 1990 je rast prebivalstva in razvoj polotoka Kitsap povzročala tak promet na mostu, da je ta presegel njegovo zmogljivost. Tako so v letu 1998 volivci države Washington odobrili ukrep za izgradnjo vzporednega mostu. Po vrsti protestov in sodnih bitk, se je gradnja začela leta 2002. Novi most na vzhodni strani obstoječega je bil za promet odprt 15. julija 2007, leta 1950 zgrajen most pa so preuredili za zahodni prometni pas.
V času izgradnje so bili tako 1940 in 1950 zgrajena mostova tretja najdaljša viseča mostova na svetu v smislu glavnega razpona, za mostom Golden Gate in mostom  George Washington. Mostova iz leta 1950 in 2007 sta zdaj peta najdaljši viseča mostova v Združenih državah Amerike in 38. najdaljša na svetu. 
Cestnine so se na mostu plačevale za celotno štirimesečno obdobje prvega mostu, kot tudi v prvih 15 letih mostu iz leta 1950. Od leta 1965 so se odplačevale gradbeni obveznice plus obresti in država je prenehala cestniniti most. Več kot 40 let kasneje je bila cestnina ponovno uvedena kot del financiranja za dvojno dobo in se trenutno pobira le za vozila, ki potujejo proti vzhodu.

## Prvi most
Želja za gradnjo mostu na tem mestu, s predlogom Northern Pacific Railway, sega v leto 1889, vendar so se usklajena prizadevanja začela v sredini leta 1920. Leta 1937 je država Washington ustanovila državno agencijo  Washington State Toll Bridge Authority in dala $ 5000 za študijo ter prošnjo okrožjema Tacoma in Pierce za most čez ožino Narrows. Most je zasnoval Leon Moisseiff.
Prvi most Tacoma Narrows je bil odprt za promet 1. julija 1940. Njegov glavni razpon je propadel štiri mesece pozneje, 7. novembra 1940 ob 11:00 (po pacifiškem času) kot posledica aeroelastičnega plapolanja, ki ga je povzročil veter jakosti 42 mph (68 km / h). Propad mostu je imel trajne posledice na področju znanosti in tehnike gradnje mostov. V mnogih dodiplomskih učbenikih je bil dogodek predstavljen kot primer osnovne vsiljene resonance pri kateri je veter deloval z  zunanjo frekvenco, ki se je ujemala z naravno frekvenco strukturno, čeprav je bil pravi razlog za porušitev mostu aeroelastično drhtenje. Vzrok za nastanek je bila konstrukcija, ki ni omogočala vetru prehod skozi voziščno konstrukcijo.  Propad mostu je okrepil tudi raziskave na področju mostne aerodinamika / aeroelastike, polja, ki so vplivala na oblikovanje vseh velikih mostov na svetu, zgrajenih po letu 1940.
Na srečo ni bilo človeških žrtev ob porušitvi mostu. Edina smrtna žrtev je bil koker španjel, ki je poginil, ko je bil spuščen iz avtomobila na mostu, ki ga spustil njegov lastnik, Leonard Coatsworth. Profesor Frederick Burt Farquharson (inženir iz U. Washington, ki je bil vključen v zasnovo mostu) ga je poskušal rešiti, vendar ga je prestrašen pes ugriznil. Padec mostu je  posnel na 16 mm film Barney Elliott, lastnika lokalne trgovine in kaže Farquharsona kako zapušča most, ko poskuša rešiti psa in daje pripombe na sredini mostu. Leta 1998 je bila porušitev mostu Tacoma Narrows ( The Tacoma Narrows Bridge Collapse) izbran za konzerviranje v United States National Film Registry, Kongresne knjižnice kot "kulturno, zgodovinsko in estetsko pomemben". Ta posnetek še vedno kažejo študentom inženirstva, arhitekture in fizike kot svarilo.
Demontirali so pilone in dele razponske konstrukcije, ki je preživela porušitev, se je začela kmalu po razpadu in nadaljevala do maja 1943. Udeležba Združenih držav Amerike v drugi svetovni vojni, pa tudi inženirska vprašanja in finance so bili razlog za hitrejšo zamenjavo mostu.

## Zahodni most
Sedanji zahodni most je bil zasnovan in rekonstruiran kot paličje, z vložki za opornike in odprtine na vozišču, da bi prepuščal veter. Dela so se začela 14. oktobra 1950. Dolg je 1822 m - 12 m daljši od prvega mostu, najdaljši razpon znaša 853,4 m, svetla odprtina na srednjo višino vode znaša 56,8 m. Lokalni prebivalci so mu dali vzdevek Sturdy Gertie (trdna Gertie), saj je bilo odpravljeno nihanje, ki je pestilo prejšnjo obliko. Ko je bil zgrajen, je bil zahodni most tretji najdaljši viseči most po razponu na svetu. 
Kot pri drugih sodobnih visečih mostovih, je bil zahodni most zgrajen iz jeklenih plošč. Gradnja novih kabelskih sidrišč je bila izvedena poleti leta 1948 in se nadaljevala v pozno 1948 in v 1949. Nova sidrišča tehtajo 49.000 t in so bila vgrajena globoko v utrjena tla. Zaradi globine vode 150 m ob vznožju tesni, sta podstavka za pilone vsak velikosti 130 x 80 x 225 metrov in vsebujeta 34.000 kubičnih metrov betona. Stojita 5,2 m nad gladino vode, da bi zmanjšali vpliv na korozijo. Oba pilona sta enakomerne širine, ojačena s tremi prečniki. Med vgradnjo se je zgodil potres, ki je povzročil nekaj škode, vendar se je delo kmalu nadaljevalo. Za potrebe vgradnje kablov so marali zgraditi provizorično brv. Voziščna konstrukcija je bila sestavljena iz predmontiranih enot dolgih po 20 m. Most je pobarvan z Narrows zelo barvo. Most je podvržen celoletnemu stalnemu vzdrževanju (zamenjava kovinski delov, barvanje,...). Most je preživel že več potresov (1965, 1999 in 2001).
Most je bil zasnovan tako, da omogoča promet 60.000 vozil dnevno skupaj z vzhodnim mostom, ki je bil odprt 15. julija 2007.  
Ob 50. obletnici mostu v letu 2000 je zasebno podjetje, ki je pregledalo most ugotovil, da "je stanje med najbolje vzdrževanimi" in na splošno ostaja med najbolje ohranjenimi tega tipa.

## Vzhodni most
V letu 1998 so volivci v državi Washington in prizadetih okrožij odobrili ukrep za gradnjo drugega mostu. Pripravljalna dela so se začela v letu 2001. Gradnja novega mostu, ki leži proti vzhodu vzporedno z mostom iz leta 1950, se je začela 4. oktobra 2002 in je bila končana 15. julija 2007. Projektni vodja gradnje je bil David Climie. Projekt so izdelali v družbah HNTB in Parsons Transportation Group.
Washington State Department of Transportation pobira cestnino pred vstopom na vzhodni most 4,50 $ za imetnike transponderjev v vozilih in 5,50 $ cestnine za gotovino / kreditne kartice. Obstoječi most je bil brez cestnine od leta 1965. Novi most zaznamuje prva vgradnja novega elektronskega sistema cestninjenja Good To Go!

## Galerija
- Deli novega mostu pred vgradnjo.
- Panorama mostu Tacoma Narrows leta 2007.
- Oba mostova ob otvoritvi 2007, pogled iz pilona.

## Sklic
1. ↑  Billah, K.; R. Scanlan (1991). »Resonance, Tacoma Narrows Bridge Failure, and Undergraduate Physics Textbooks« (PDF). American Journal of Physics. 59 (2): 118–124. Bibcode:1991AmJPh..59..118B. doi:10.1119/1.16590.
2. ↑  Holstine, Craig E. (2005). Spanning Washington : historic highway bridges of the Evergreen State. Washington State University Press. str. 61–62. ISBN 0-87422-281-8.
3. ↑  Beekman, Dan and Santos, Melissa; "First traffic crosses new bridge"; The News Tribune; July 16, 2007